# Gary Ruvkun
Gary Ruvkun, född 26 mars 1952 i Berkeley i Kalifornien, är en amerikansk molekylärbiolog. Tillsammans med Victor Ambros tilldelades han Nobelpriset i fysiologi eller medicin 2024 för upptäckten av mikro-RNA och dess roll i posttranskriptionell genreglering.
Ruvkun är verksam vid Massachusetts General Hospital och Harvard Medical School.

## Biografi
Ruvkun erhöll sin doktorsgrad från Harvard University 1982 och genomförde sedan postdoktoral forskning vid Massachusetts Institute of Technology 1982–1985. Han inledde sin oberoende forskning vid Massachusetts General Hospital och Harvard Medical School 1985, där han är fortsatt verksam som Professor of Genetics.
Tillsammans med Victor Ambros tilldelades han Nobelpriset i fysiologi eller medicin 2024 för upptäckten av mikro-RNA och dess roll i posttranskriptionell genreglering. Upptäckten innebär att de klarlagt vad som får en nervcell att bli just en nerv, och hur en muskelcell vet att den ska bygga just muskler. De upptäckte upptäckte att molekylen kallad mikroRNA ser till att rätt gener sätts på och stängs av när de inte behövs. Denna funktion var helt nödvändig för att livet på jorden skulle ta steget från att vara en encellig organism till att bli flercellig.
Ruvkun och Ambros gjorde sina upptäckter genom studier på rundmasken C. elegans. De gjorde upptäckterna var för sig men kom i kontakt med varandra och kunde då jämföra sina fynd. Ruvkun och Ambros publicerade sina resultat 1993, men intresset från den övriga forskarvärlden var svalt. Många ansåg att mekanismen kanske bara var unik för C. elegans och saknade relevans för större organismer. År 2000 kunde Gary Ruvkuns forskargrupp visa att samma typ av mekanism också fanns för en gen som är spridd i djurriket- och också hos människor och de fick därmed sitt stora genombrott.

## Utmärkelser
- Rosenstielpriset,  2004[6]
- Clarivate Citation Laureates,  2008[7]
- Gairdner Foundation International Award,  2008
- Benjamin Franklin-medaljen,  2008
- Albert Lasker Basic Medical Research Award, med  David Baulcombe och Victor Ambros,  2008[8]
- Massry-priset,  2009
- Louisa Gross Horwitz-priset,  2009[9]
- Dan David-priset,  2011
- Dr. Paul Janssen Award for Biomedical Research,  2012[10]
- Irving S, Wright Award of Distinction,  2013
- Longevity Prize,  2013
- Wolfpriset i medicin, med  Nahum Sonenberg och Victor Ambros,  2014[11]
- Gruber-priset i genetik,  2014
- Breakthrough Prize i livsvetenskap, med  Victor Ambros,  2015[12][13]
- March of Dimes Prize in Developmental Biology,  2016
- Nobelpriset i fysiologi eller medicin,  2024[14]

[Redigera Wikidata]

## Externa källor
- Wikimedia Commons har media som rör Gary Ruvkun.
- Gary Ruvkun hos Nobelstiftelsen (på engelska)